# ФК «Ротор» в сезоне 1993
Сезон 1993 — 2-й сезон «Ротора» в Чемпионате России по футболу.

## Хронология событий
- 5 января 1993 года Валерий Есипов в составе молодежной сборной России отправился на недельное турне по Сирии.
- 1 февраля 1993 года Владимир Сальков приступает к работе главным тренером ФК «Ротор».
- 13 апреля 1993 года Валерий Есипов в составе молодежной сборной России оформил хет-трик в ворота сборной Люксембурга.
- В начале мая 1993 года Александр Беркетов в составе юношеской сборной россии (до 17 лет) выиграл международный турнир во французском городе Сен-Бриё.
- 17 июля 1993 года ФК «Ротор» добивается самой крупной победы в сезоне, в 1/8 финала Кубка России повержен «Иргиз» со счётом 5:0.

## Форма
На груди игровых футболок была надпись «ROTOR».
| Adidas   |          |
| Основная | Гостевая |

## Тренерский штаб
- Владимир Сальков — главный тренер .
- Владимир Файзулин — тренер.
- Рохус Шох — тренер.
- Олег Хаби — тренер.

## Состав
| Леонид Слуцкий      | Флаг России               | 1 февраля 1971   | Торпедо (Волжский)      |
| Андрей Мананников   | Флаг Таджикистана         | 5 августа 1965   | Зенит (Санкт-Петербург) |
| Защитники           |                           |                  |                         |
| Валерий Бурлаченко  | Флаг России               | 5 июля 1970      | Звезда (Городище)       |
| Владимир Геращенко  | Флаг России               | 27 апреля 1968   | Днепр (Днепропетровск)  |
| Александр Ещенко    | Флаг России               | 5 мая 1970       | Динамо (Киев)           |
| Сергей Кузнецов     | Флаг России               | 12 мая 1966      | ТП-47                   |
| Сергей Нечай        | Флаг России               | 10 декабря 1968  | Торпедо (Таганрог)      |
| Алексей Перминов    | Флаг России               | 17 мая 1968      | Уралмаш                 |
| Александр Шмарко    | Флаг России               | 12 марта 1969    | Динамо (Ставрополь)     |
| Полузащитники       |                           |                  |                         |
| Александр Беркетов  | Флаг России               | 24 декабря 1975  | Текстильщик (Камышин)   |
| Олег Веретенников   | Флаг России               | 5 января 1970    | Уралмаш                 |
| Алексей Герасименко | Флаг России               | 17 декабря 1970  | Кубань (Краснодар)      |
| Александр Жидков    | Флаг России               | 9 апреля 1966    | Днепр (Днепропетровск)  |
| Дмитрий Иванов      | Флаг России               | 17 сентября 1970 | Крылья Советов          |
| Андрей Коваленко    | Флаг Беларуси (1991—1995) | 20 марта 1970    | Кубань (Краснодар)      |
| Игорь Меньщиков     | Флаг России               | 26 июля 1970     |                         |
| Андрей Мирошниченко | Флаг России               | 21 декабря 1968  | Актюбинец               |
| Олег Стогов         | Флаг России               | 15 апреля 1965   | Факел                   |
| Александр Царенко   | Флаг России               | 21 ноября 1967   | Согдиана                |
| Нападающие          |                           |                  |                         |
| Валерий Есипов      | Флаг России               | 4 октября 1971   | Динамо (Киев)           |
| Юрий Коновалов      | Флаг России               | 3 февраля 1970   | Зенит (Челябинск)       |
| Олег Нечаев         | Флаг России               | 25 июня 1971     | Рубин-ТАН               |
| Владимир Нидергаус  | Флаг Казахстана           | 13 августа 1967  | Кайрат                  |
| Александр Никитин   | Флаг России               | 4 февраля 1961   | Малакс                  |
| Евгений Шкилов      | Флаг России               | 2 февраля 1965   | Амур (Благовещенск)     |

## Трансферы

### Зима 1992/1993
| Позиция | Игрок               | Клуб                      |
| ------- | ------------------- | ------------------------- |
| Вр      | Андрей Мананников   | «Зенит» (Санкт-Петербург) |
| Защ     | Александр Беркетов  | «Текстильщик» (Камышин)   |
| Защ     | Сергей Нечай        | «Торпедо» (Таганрог)      |
| ПЗ      | Андрей Коваленко    | «Кубань» (Краснодар)      |
| ПЗ      | Андрей Мирошниченко | «Актюбинец» (Актюбинск)   |
| Нап     | Александр Никитин   | «Малакс» (Малакс)         |

| Позиция | Игрок              | Клуб                     |
| ------- | ------------------ | ------------------------ |
| Вр      | Эдуард Малый       | завершил карьеру         |
| Защ     | Сергей Виноградов* | «Ротор-Д» (Волгоград)    |
| Защ     | Сергей Жуненко     | «Кайрат» (Алма-Ата)      |
| ПЗ      | Анатолий Седых     | «Звезда-Русь» (Городище) |

### Лето
| Позиция | Игрок               | Клуб                      |
| ------- | ------------------- | ------------------------- |
| ПЗ      | Алексей Герасименко | «Кубань» (Краснодар)      |
| ПЗ      | Дмитрий Иванов      | «Крылья Советов» (Самара) |
| ПЗ      | Александр Тройнин** | «Ротор-Д» (Волгоград)     |
| Нап     | Олег Нечаев         | «Рубин-ТАН» (Казань)      |

| Позиция | Игрок               | Клуб                                |
| ------- | ------------------- | ----------------------------------- |
| Защ     | Александр Ещенко    | «Белененсиш» (Санта-Мария-де-Белен) |
| ПЗ      | Андрей Мирошниченко | «Актюбинец» (Актюбинск)             |
| ПЗ      | Александр Тройнин   | «Торпедо» (Волжский)                |
| Нап     | Евгений Шкилов      | «Хапоэль» (Хайфа)                   |

* В аренду  

** Из аренды  

*** Выкуп контракта 

## Матчи
− Победа
 − Ничья
 − Поражение

### Товарищеские матчи
| 1993 Предсезонный | «Спартак» (Плевен) | 1:3 | «Ротор» | Болгария |

| 1993 Предсезонный | «Несебыр» | 2:2 | «Ротор» | Болгария |

| 1993 Предсезонный | «Спартак» (Владикавказ) | 2:3 | «Ротор» | Болгария |

| 1993 Предсезонный | «Висла» (Краков) | 0:3 | «Ротор» | Таиланд |

| 1993 Предсезонный | Сборная Чиангмая | 1:9 | «Ротор» | Таиланд |

| 1993 | «Айнтрахт» (Франкфурт-на-Майне) | 3:1 | «Ротор» |  |

| 1993 | «Динамо» (Дрезден) | 1:0 | «Ротор» |  |

| 1993 Послесезонный | «Аджман» | 1:4 | «Ротор»                                                              | ОАЭ |
|                    | ?        |     | Владимир Нидергаус · Олег Нечаев · Владимир Геращенко · Рустем Хузин |     |

| 1993 Послесезонный | «Шахтёр» (Донецк) | 1:2 | «Ротор» |  |

### Кубок короля Таиланда 1993

#### Группа «Б»
| 7 февраля 1993 1 тур | «Ротор»                                            | 2:2 | «Висла» (Краков)                              | Бангкок               |
|                      | 1:1 Юрий Коновалов 31′ · 2:2 Олег Веретенников 64′ |     | 0:1 Збигнев Свитек 15′ · 1:2 Здислав Яник 29′ | Стадион: Национальный |

| 9 февраля 1993 2 тур | «Ротор»                         | 1:1 | Сборная Южной Кореи Б       | Бангкок               |
|                      | 1:0 Олег Веретенников 7′ (пен.) |     | 1:1 Чой Донг Сик 88′ (пен.) | Стадион: Национальный |

| 11 февраля 1993 3 тур | Сборная Таиланда Б         | 1:1 | «Ротор»                    | Бангкок               |
|                       | 1:1 Киатисак Сенамуанг 47′ |     | 0:1 Владимир Нидергаус 13′ | Стадион: Национальный |

#### Турнирная таблица. Группа «Б»
| М | Клуб                  | 1   | 2   | 3   | 4   | И | В | Н | П | МЗ | МП | ±М | О |
| - | --------------------- | --- | --- | --- | --- | - | - | - | - | -- | -- | -- | - |
| 1 | Сборная Таиланда Б    | -   | 2:1 | 1:1 | 1:0 | 3 | 2 | 1 | 0 | 4  | 2  | +2 | 5 |
| 2 | Сборная Южной Кореи Б | 1:2 | -   | 1:1 | 2:0 | 3 | 1 | 1 | 1 | 4  | 3  | +1 | 3 |
| 3 | «Ротор»               | 1:1 | 1:1 | -   | 2:2 | 3 | 0 | 3 | 0 | 4  | 4  | 0  | 3 |
| 4 | «Висла» (Краков)      | 0:1 | 0:2 | 2:2 | -   | 3 | 0 | 1 | 2 | 2  | 5  | −3 | 1 |

Примечание: первые две команды из двух групп выходили в 1/2 финала.

### Кубок России 1993/1994
| 5 июля 1993 1/16 финала | «Торпедо» (Волжский) | 0:2 | «Ротор»                                                | Волжский                                                                  |
| |                      |     | 0:1 Владимир Нидергаус 41′ · 0:2 Олег Веретенников 63′ | Стадион: им. Ф.Г.Логинова Зрителей: 7 000 Судья: Валентин Иванов (Москва) |
| «Торпедо» (Волжский): Гузь, Жабко, Кривов, Чупин, Большаков, В. Иванов, Еременко, Малакаев (Петров, 72), Пискунов, Борисов (Афанасьев, 46), Потыльчак (Илюшин, 79). · «Ротор»: Гриценко, Шмарко, Бурлаченко, Кузнецов, Нечай, Царенко (Герасименко, 65), Стогов, Нидергаус, Веретенников, Есипов (Коваленко, 55), Меньщиков. · Бурлаченко (43'). |                      |     |                                                        |                                                                           |

| 17 июля 1993 1/8 финала | «Ротор» | 5:0 | «Иргиз» (Балаково) | Волгоград                                                            |
| | 1:0 Олег Веретенников 17′ · 2:0 Владимир Нидергаус 34′ · 3:0 Владимир Нидергаус 61′ · 4:0 Олег Нечаев 68′ · 5:0 Сергей Кузнецов 78′ |     |                    | Стадион: Центральный Зрителей: 6 000 Судья: Валентин Иванов (Москва) |
| «Ротор»: Мананников, Шмарко (Никитин, 69), Бурлаченко, Кузнецов, Нечай, Коваленко, Стогов, Нидергаус, Веретенников, Есипов (Нечаев, 46), Меньщиков (Герасименко, 46). «Иргиз» (Балаково): Поздникин, Власенко, Стукалов, Куприянов, Тимофеев, Глазунов (Головин, 46), Кущик (Трухачев, 63), Полежаев, Мунин, Уколов, Харин (Малюшин, 63). | |     |                    |                                                                      |

### Чемпионат России

#### Первый круг
| 7 марта 1993 1 тур | «Океан» (Находка)                                                 | 3:1      | «Ротор»                    | Находка                                                    |
| | 1:0 Юрий Моисеев 3′ · 2:0 Игорь Захаров 14′ · 3:0 Игорь Фатин 60′ | Протокол | 3:1 Владимир Нидергаус 85′ | Стадион: Водник Зрителей: 10 000 Судья: Игорь Синер (Омск) |
| «Океан» (Находка): Шишкин, Захаров (Киенко, 86), Бондаренко, Соболев, Шпирюк (Рахманов, 61), Смирнов, Аверьянов, Мартьянов, Фатин (Резанцев, 74), Моисеев, Кокарев. · «Ротор»: Мананников, Шмарко, Кузнецов, Бурлаченко, Нечай, Царенко, Жидков (Есипов, 70), Нидергаус, Веретенников, Шкилов (Никитин, 28), Меньщиков. · Бурлаченко (35'), Веретенников (87') — Мартьянов (52'), Соболев (83'). |                                                                   |          |                            |                                                            |

| 11 марта 1993 2 тур | «Луч» (Владивосток) | 0:0      | «Ротор» | Владивосток                                                     |
| |                     | Протокол |         | Стадион: Динамо Зрителей: 9 000 Судья: Виктор Филиппов (Москва) |
| «Луч» (Владивосток): Викторович, Федякин, Иванов (Емельянов, 46), Гончаренко, Баранов (Лебедев, 46), Богданов (Коберский, 74), Скоркин, Касьяненко, Русляков, Галимов, Мулашев. · «Ротор»: Мананников, Бурлаченко, Кузнецов (Шмарко, 27), Геращенко, Нечай, Царенко, Жидков, Нидергаус (Есипов, 66), Веретенников, Никитин (Коваленко, 84), Меньщиков. · Шмарко (53'). |                     |          |         |                                                                 |

| 21 марта 1993 3 тур | «Ротор»                                                                           | 3:0      | ЦСКА (Москва) | Волгоград                                                                    |
| | 1:0 Олег Веретенников 10′ · 2:0 Олег Веретенников 48′ · 3:0 Александр Царенко 73′ | Протокол |               | Стадион: Центральный Зрителей: 22 000 Судья: Тарас Безубяк (Санкт-Петербург) |
| «Ротор»: Мананников, Шмарко, Бурлаченко, Геращенко, Нечай, Царенко, Мирошниченко (Жидков, 46), Нидергаус (Коновалов, 72), Веретенников, Никитин (Коваленко, 76), Меньщиков. · ЦСКА (Москва): Плотников, Мамчур, Колотовкин, Быстров, Малюков, Антонович (Файзулин, 21), Минько, Гришин (Карсаков, 57), Сергеев, Гущин (Дудник, 46), Иванов. · Колотовкин (61'), Дудник (78'). |                                                                                   |          |               |                                                                              |

| 28 марта 1993 4 тур | «Ротор»                   | 1:0      | «Локомотив» (Москва) | Волгоград                                                                       |
| | 1:0 Александр Царенко 58′ | Протокол |                      | Стадион: Центральный Зрителей: 25 000 Судья: Николай Левников (Санкт-Петербург) |
| «Ротор»: Мананников, Шмарко, Бурлаченко, Геращенко, Нечай, Царенко, Жидков, Нидергаус (Есипов, 62; Шкилов, 89), Веретенников, Никитин (Коваленко, 71), Меньщиков. · «Локомотив» (Москва): Овчинников, Федин (Марьюшкин, 65; Никулкин, 84), Саматов, Подпалый, Сабитов, Батуренко, Косолапов, Аленичев, Гарин (Петров, 46), Смирнов, Мухамадиев. · Есипов (88') — Смирнов (19'), Батуренко (41'), Подпалый (88'). |                           |          |                      |                                                                                 |

| 3 апреля 1993 5 тур | «Динамо» (Ставрополь)   | 1:0      | «Ротор» | Ставрополь                                                         |
| | 1:0 Валерий Корнеев 79′ | Протокол |         | Стадион: Динамо Зрителей: 5 500 Судья: Александр Кириллов (Москва) |
| «Динамо» (Ставрополь): Саная, Матвиенко, Борзенков, Ушаков, Богачев, Батынков, Папикян, Гаглоев, Маслов, Корнеев, Ярыгин (Копылов, 71) · «Ротор»: Мананников, Шмарко, Бурлаченко (Стогов, 63), Геращенко, Нечай (Кузнецов, 26), Царенко, Жидков, Шкилов (Коваленко, 71), Веретенников, Никитин, Меньщиков. · Шкилов (27'). |                         |          |         |                                                                    |

| 7 апреля 1993 6 тур | «Ростсельмаш» (Ростов-на-Дону) | 0:2      | «Ротор»                                         | Ростов-на-Дону                                                       |
| |                                | Протокол | 0:1 Валерий Есипов 62′ · 0:2 Валерий Есипов 84′ | Стадион: Ростсельмаш Зрителей: 6 000 Судья: Сергей Хусаинов (Москва) |
| «Ростсельмаш» (Ростов-на-Дону): Крюков, Посылаев, Боровской (Губаз, 69), Леонченко, Дядюк, Голубкин, Луговкин, Санько, Тихонов, Спандерашвили, Ермилов (Дементьев, 69). · «Ротор»: Мананников, Шмарко, Бурлаченко, Геращенко, Нечай, Царенко, Есипов, Стогов, Веретенников, Никитин (Коновалов, 72), Меньщиков. · Посылаев (55') — Нечай (39'). · Посылаев (72'). |                                |          |                                                 |                                                                      |

| 17 апреля 1993 7 тур | «Ротор»                                                                            | 3:1      | «Жемчужина» (Сочи)      | Волжский                                                                  |
| | 1:0 Александр Царенко 44′ · 2:0 Олег Веретенников 46′ · 3:0 Владимир Нидергаус 61′ | Протокол | 3:1 Гоча Гогричиани 87′ | Стадион: им. Ф.Г.Логинова Зрителей: 9 000 Судья: Виктор Филиппов (Москва) |
| «Ротор»: Мананников, Шмарко, Бурлаченко, Геращенко, Нечай, Царенко, Стогов, Нидергаус (Коваленко, 81), Веретенников, Есипов, Меньщиков. · «Жемчужина» (Сочи): Чекмезов, Бондарук, Магомедов, Чекунов, Лушин (Почепцов, 70), Мурыгин (Игнатьев, 46), Нозиков, Ледовских, Гогричиани, Хагба, Жиров (Подружко, 40). · Игнатьев (77'). |                                                                                    |          |                         |                                                                           |

| 21 апреля 1993 8 тур | «Ротор»                    | 1:0      | «Спартак» (Владикавказ) | Волжский                                                                |
| | 1:0 Владимир Нидергаус 72′ | Протокол |                         | Стадион: им. Ф.Г.Логинова Зрителей: 8 000 Судья: Юрий Савченко (Москва) |
| «Ротор»: Мананников, Шмарко, Бурлаченко, Геращенко, Нечай, Царенко, Стогов, Нидергаус (Никитин, 78), Веретенников, Есипов (Коваленко, 85), Меньщиков. · «Спартак» (Владикавказ): Хапов, Пагаев, Денисов, Яновский, Газданов, Алчагиров, Костин, Мархель (Пименов, 80), Исаев, Сулейманов, Сапрыкин (Дзоблаев, 55; Мелешко, 75). · Пагаев (44'). |                            |          |                         |                                                                         |

| 2 мая 1993 9 тур | «Уралмаш» (Екатеринбург) | 0:3      | «Ротор»                                                                         | Екатеринбург                                                       |
| |                          | Протокол | 0:1 Александр Царенко 31′ · 0:2 Владимир Нидергаус 64′ · 0:3 Валерий Есипов 88′ | Стадион: Центральный Зрителей: 8 300 Судья: Сергей Анохин (Москва) |
| «Уралмаш» (Екатеринбург): Самсоненко, Федотов, Ратничкин, Галимов (Сафин, 75), Андреев, Ямлиханов, Бахарев (Нежелев, 46), Ханкеев, Хованский (Воловоденко, 60), Юшков, Передня. · «Ротор»: Мананников, Шмарко, Бурлаченко, Геращенко, Нечай, Царенко, Жидков, Стогов, Есипов, Никитин (Нидергаус, 46; Коваленко, 86), Меньщиков. · Федотов (59') — Нидергаус (69'). |                          |          |                                                                                 |                                                                    |

| 6 мая 1993 10 тур | «КАМАЗ» (Набережные Челны) | 0:0      | «Ротор» | Набережные Челны                                              |
| |                            | Протокол |         | Стадион: КАМАЗ Зрителей: 12 000 Судья: Юрий Савченко (Москва) |
| «КАМАЗ» (Набережные Челны): Новосадов, Воробьев, Рафиков, Клонцак, Синёв, Винников (Ковалев, 65), Ильин, Колесов, Кузнецов (Евдокимов, 55), Дурнев, Панченко (Тухватуллин, 75). · «Ротор»: Мананников, Шмарко, Бурлаченко, Геращенко, Нечай, Царенко, Есипов, Стогов, Веретенников (Жидков, 55), Никитин (Нидергаус, 46), Меньщиков. · Бурлаченко (24'), Геращенко (30'). |                            |          |         |                                                               |

| 12 мая 1993 11 тур | «Ротор» | 4:0      | «Локомотив-Спортсмен» (Нижний Новгород) | Волжский                                                                     |
| | 1:0 Владимир Нидергаус 15′ · 2:0 Владимир Нидергаус 29′ · 3:0 Олег Веретенников 37′ · 4:0 Александр Жидков 86′ | Протокол |                                         | Стадион: им. Ф.Г.Логинова Зрителей: 8 000 Судья: Валентин Купряшкин (Москва) |
| «Ротор»: Мананников, Шмарко, Стогов, Геращенко, Нечай, Царенко (Мирошниченко, 82), Жидков, Нидергаус (Коваленко, 70), Веретенников, Есипов (Шкилов, 80), Меньщиков. · «Локомотив-Спортсмен» (Нижний Новгород): Малисов (Шанталосов, 41), Осколков, Кураев, Рагулин, Кузьмин, Рыдный (Голубев, 46), Румянцев, Феоктистов (Киреев, 60), Щукин, Горелов, Герасимов. · Рыдный (44'). | |          |                                         |                                                                              |

| 16 мая 1993 12 тур | «Ротор»                                                   | 2:0      | «Асмарал» (Москва) | Волгоград                                                               |
| | 1:0 Олег Веретенников 66′ (пен.) · 2:0 Валерий Есипов 75′ | Протокол |                    | Стадион: Центральный Зрителей: 17 000 Судья: Геннадий Куличенков (Тула) |
| «Ротор»: Мананников, Шмарко (Бурлаченко, 68), Стогов, Геращенко, Нечай, Царенко, Жидков (Коваленко, 46), Нидергаус, Веретенников, Есипов, Меньщиков. · «Асмарал» (Москва): Шиянов, Кузнецов, Никитин, Шульгин, Крестобинцев, Аюпов, Зоря (Гришин, 82), Сафронов, Клюев, Панферов, Камнев (Сторчак, 46). · Сторчак (48'). |                                                           |          |                    |                                                                         |

| 5 июня 1993 13 тур | «Динамо» (Москва) | 0:0      | «Ротор» | Москва                                                           |
| |                   | Протокол |         | Стадион: Динамо Зрителей: 4 600 Судья: Алексей Маркелов (Калуга) |
| «Динамо» (Москва): Клейменов, Крутов (Селезов, 72), Смертин, Царев, Черышев (Гудименко, 81), Ковтун, Тедеев, Деркач, Тетрадзе, Тишков, Симутенков. · «Ротор»: Мананников, Шмарко, Бурлаченко (Ещенко, 46), Геращенко, Нечай, Царенко, Жидков, Нидергаус (Коваленко, 81), Веретенников, Есипов, Меньщиков. · Есипов (36'), Жидков (56'). |                   |          |         |                                                                  |

| 12 июня 1993 23 тур | «Спартак» (Владикавказ)                           | 2:0      | «Ротор» | Владикавказ                                                      |
| | 1:0 Михаил Мархель 57′ · 2:0 Назим Сулейманов 85′ | Протокол |         | Стадион: Спартак Зрителей: 24 000 Судья: Юрий Хлопотнов (Москва) |
| «Спартак» (Владикавказ): Хапов, Пагаев, Денисов, Яновский, Джиоев, Газданов, Костин (Дзоблаев, 80), Мархель, Мелешко (Исаев, 53), Сулейманов, Пименов (Сапрыкин, 46). «Ротор»: Мананников, Шмарко, Бурлаченко, Геращенко, Нечай, Царенко, Жидков (Герасименко, 79), Коновалов (Шкилов, 46), Веретенников, Коваленко, Меньщиков. |                                                   |          |         |                                                                  |

| 17 июня 1993 15 тур | «Ротор»                                           | 2:0      | «Крылья Советов» (Самара) | Волгоград                                                             |
| | 1:0 Александр Жидков 15′ · 2:0 Валерий Есипов 71′ | Протокол |                           | Стадион: Центральный Зрителей: 13 000 Судья: Виктор Филиппов (Москва) |
| «Ротор»: Мананников, Шмарко, Коваленко (Герасименко, 72), Геращенко, Нечай, Царенко, Жидков, Нидергаус (Шкилов, 83), Веретенников, Есипов, Меньщиков (Бурлаченко, 79). · «Крылья Советов» (Самара): Гаус, Цыганков, Булгаков, Миридонов (Грибов, 73), Гарин, Харлачев (Марушко, 43), Ремезов, Валиев, Филиппов, Шарипов (Макеев, 71), Авалян. · Герасименко (82'). |                                                   |          |                           |                                                                       |

| 21 июня 1993 16 тур | «Ротор»                                                  | 2:2      | «Торпедо» (Москва)                                    | Волгоград                                                                |
| | 1:0 Валерий Есипов 7′ · 2:1 Олег Веретенников 58′ (пен.) | Протокол | 1:1 Дмитрий Прокопенко 44′ · 2:2 Сергей Чумаченко 89′ | Стадион: Центральный Зрителей: 28 000 Судья: Александр Савкин (Балашиха) |
| «Ротор»: Мананников, Шмарко, Коваленко (Герасименко, 46), Геращенко, Нечай, Царенко, Жидков, Нидергаус (Бурлаченко, 70), Веретенников, Есипов, Меньщиков. · «Торпедо» (Москва): Подшивалов, Соловьев, Чельцов, Афанасьев, Чумаченко, Путилин (Новгородов, 75), Борисов, Арефьев (Востросаблин, 46), Савичев (Судариков, 83), Чугайнов, Прокопенко. · Бурлаченко (72'), Шмарко (75'). |                                                          |          |                                                       |                                                                          |

| 29 июня 1993 18 тур | «Текстильщик» (Камышин)                                                                     | 3:1      | «Ротор»                   | Камышин                                                               |
| | 1:0 Сергей Наталушко 16′ · 2:1 Рустем Шаймухаметов 46′ (пен.) · 3:1 Рустем Шаймухаметов 82′ | Протокол | 1:1 Олег Веретенников 39′ | Стадион: Текстильщик Зрителей: 8 300 Судья: Анатолий Маляров (Москва) |
| «Текстильщик» (Камышин): Саморуков, А.Морозов, Минаев, Карпенко, Розин (Полстянов, 64), О.Морозов, Волгин (Соболь, 82), Юдин, Сергеев (Шаймухаметов, 46), Елышев, Наталушко. · «Ротор»: Мананников, Ещенко, Бурлаченко (Нидергаус, 46), Геращенко, Нечай, Царенко, Жидков, Стогов (Герасименко, 85), Веретенников, Есипов (Коваленко, 73), Меньщиков. · Волгин (55') — Жидков (29'). |                                                                                             |          |                           |                                                                       |

#### Второй круг
| 10 июля 1993 19 тур | ЦСКА (Москва)                                      | 2:0      | «Ротор» | Москва                                                              |
| | 1:0 Дмитрий Карсаков 12′ · 2:0 Ильшат Файзулин 67′ | Протокол |         | Стадион: Лужники Зрителей: 6 000 Судья: Александр Савкин (Балашиха) |
| ЦСКА (Москва): Гутеев, Гущин, Колотовкин, Машкарин, Крбашян, Бушманов, Гришин (Шуков, 84), Карсаков (Куприянов, 75), Антонович, Сергеев (Минько, 62), Файзулин. · «Ротор»: Мананников, Шмарко, Стогов, Кузнецов, Нечай, Коваленко, Жидков, Нидергаус, Веретенников, Есипов, Меньщиков. · Кузнецов (58'). |                                                    |          |         |                                                                     |

| 14 июля 1993 20 тур | «Локомотив» (Москва)                                      | 2:1      | «Ротор»                          | Москва                                                                |
| | 1:0 Сергей Подпалый 5′ (пен.) · 2:0 Александр Смирнов 26′ | Протокол | 2:1 Олег Веретенников 78′ (пен.) | Стадион: Локомотив Зрителей: 2 100 Судья: Лом-Али Ибрагимов (Грозный) |
| «Локомотив» (Москва): Овчинников, Арифуллин, Дроздов, Подпалый, Саматов, Батуренко, Косолапов, Аленичев, Никулкин, Смирнов (Марьюшкин, 83), Мухамадиев (Гарин, 87). · «Ротор»: Мананников, Шмарко, Бурлаченко, Геращенко, Нечай, Стогов, Жидков, Нидергаус (Шкилов, 46), Веретенников, Есипов, Меньщиков (Коваленко, 46). · Шмарко (23'), Геращенко (52'). |                                                           |          |                                  |                                                                       |

| 21 июля 1993 21 тур | «Ротор»                                            | 2:1      | «Ростсельмаш» (Ростов-на-Дону) | Волгоград                                                                |
| | 1:0 Валерий Есипов 19′ · 2:1 Олег Веретенников 86′ | Протокол | 1:1 Геннадий Стёпушкин 32′     | Стадион: Центральный Зрителей: 16 000 Судья: Александр Кириллов (Москва) |
| «Ротор»: Мананников, Шмарко, Бурлаченко, Геращенко, Нечай, Коваленко, Стогов, Нидергаус (Нечаев, 71), Веретенников, Есипов (Шкилов, 88), Герасименко (Никитин, 69). · «Ростсельмаш» (Ростов-на-Дону): Крюков, Посылаев, Леонченко, Бородкин, Минибаев (Луговкин, 20), Спандерашвили, Голубкин, Санько, Степушкин, Тихонов (Андреев, 79), Ермилов (Филиппов, 87). · Нидергаус (52') — Луговкин (27'), Леонченко (38'), Посылаев (52'). · Луговкин (65'). |                                                    |          |                                |                                                                          |

| 24 июля 1993 22 тур | «Ротор»                                               | 2:1      | «Динамо» (Ставрополь)       | Волгоград                                                           |
| | 1:1 Олег Веретенников 9′ · 2:1 Владимир Нидергаус 41′ | Протокол | 0:1 Фёдор Гаглоев 6′ (пен.) | Стадион: Центральный Зрителей: 18 000 Судья: Сергей Анохин (Москва) |
| «Ротор»: Мананников, Ещенко, Бурлаченко, Геращенко, Нечай, Коваленко, Стогов, Нидергаус (Нечаев, 59), Веретенников, Есипов, Герасименко (Жидков, 60). · «Динамо» (Ставрополь): Пата, Борзенков (Батынков, 46), Горбачев, Ушаков, Шестаков, Соколов, Матвиенко, Гаглоев, Осипов (Калоев, 74), Корнеев, Копылов. · Ещенко (13') — Матвиенко (37'). |                                                       |          |                             |                                                                     |

| 3 августа 1993 14 тур | «Спартак» (Москва)    | 1:1      | «Ротор»                    | Москва                                                      |
| | 1:0 Игорь Ледяхов 59′ | Протокол | 1:1 Владимир Нидергаус 86′ | Стадион: Лужники Зрителей: 10 000 Судья: Игорь Синер (Омск) |
| «Спартак» (Москва): Стауче, Хлестов, Иванов, Цымбаларь, Писарев (Черенков, 57), Никифоров, Мамедов (Онопко, 46), Карпин, Пятницкий, Ледяхов, Бесчастных (Радченко, 46). · «Ротор»: Мананников, Шмарко, Бурлаченко, Геращенко, Нечай, Царенко (Коваленко, 66), Жидков, Герасименко (Никитин, 85), Веретенников, Есипов, Меньщиков (Нидергаус, 66). · Мамедов (33'), Хлестов (80') — Есипов (18'). |                       |          |                            |                                                             |

| 11 августа 1993 24 тур | «Жемчужина» (Сочи)                             | 2:2      | «Ротор»                                              | Сочи                                                                                |
| | 1:0 Сергей Ледовских 30′ · 2:1 Роман Хагба 60′ | Протокол | 1:1 Андрей Коваленко 50′ · 2:2 Олег Веретенников 61′ | Стадион: Центральный им. Метревели Зрителей: 4 500 Судья: Алексей Маркелов (Калуга) |
| «Жемчужина» (Сочи): Могильный, Бондарук, Магомедов, Чекунов (Жиров, 50), Почепцов, Титов, Нозиков, Ледовских, Божко (Богатырев, 46), Хагба, Подружко (Проценко, 46). «Ротор»: Мананников (Гриценко, 46), Шмарко, Бурлаченко (Коваленко, 46), Геращенко, Нечай, Царенко, Жидков, Нидергаус (Нечаев, 56), Веретенников, Есипов, Меньщиков. |                                                |          |                                                      |                                                                                     |

| 28 августа 1993 25 тур | «Ротор» | 4:1      | «КАМАЗ» (Набережные Челны) | Волгоград                                                          |
| | 1:0 Олег Веретенников 15′ · 2:0 Владимир Нидергаус 37′ · 3:0 Владимир Нидергаус 54′ · 4:1 Олег Веретенников 82′ (пен.) | Протокол | 3:1 Иван Винников 60′      | Стадион: Центральный Зрителей: 22 000 Судья: Александр Лапин (Уфа) |
| «Ротор»: Мананников, Шмарко, Герасименко (Коваленко, 42), Геращенко, Нечай, Царенко, Жидков, Нидергаус, Веретенников, Есипов (Нечаев, 75), Меньщиков (Бурлаченко, 59). · «КАМАЗ» (Набережные Челны): Захарчук, Зубков (Евдокимов, 40), Цвейба, Клонцак, Синёв (Дурнев, 62), Винников, Сахно (Фахрутдинов, 46), Колесов, Никифоров, Рафиков, Панченко. · Синёв (41'), Клонцак (72'). | |          |                            |                                                                    |

| 1 сентября 1993 26 тур | «Ротор»                                                                      | 3:2      | «Уралмаш» (Екатеринбург)                           | Волгоград                                                            |
| | 1:0 Олег Веретенников 33′ · 2:1 Сергей Нечай 69′ · 3:2 Олег Веретенников 82′ | Протокол | 1:1 Владимир Блужин 47′ · 2:1 Андрей Сосницкий 77′ | Стадион: Центральный Зрителей: 20 000 Судья: Андрей Бутенко (Москва) |
| «Ротор»: Мананников, Шмарко, Коваленко, Геращенко, Нечай, Стогов (Бурлаченко, 60), Жидков (Царенко, 46), Нидергаус (Нечаев, 55), Веретенников, Есипов, Меньщиков. · «Уралмаш» (Екатеринбург): Ледовских, Федотов, Ратничкин (Галимов, 86), Сосницкий, Андреев, Ямлиханов, Нежелев (Шушляков, 46), Ханкеев, Передня, Юшков, Блужин. · Юшков (45'). |                                                                              |          |                                                    |                                                                      |

| 12 сентября 1993 27 тур | «Локомотив-Спортсмен» (Нижний Новгород)                                                | 3:2      | «Ротор»                                               | Нижний Новгород                                                    |
| | 1:0 Сергей Кузьмин 31′ · 2:2 Владимир Кураев 55′ (пен.) · 3:2 Станислав Феоктистов 75′ | Протокол | 1:1 Владимир Нидергаус 45′ · 1:2 Андрей Коваленко 51′ | Стадион: Локомотив Зрителей: 4 000 Судья: Валентин Иванов (Москва) |
| «Локомотив-Спортсмен» (Нижний Новгород): Шанталосов, Осколков, Кураев, Рагулин, Кузьмин, Казаков, Румянцев (Рыдный, 76), Феоктистов, Щукин (Гадалов, 88), Фролов (Горелов, 46), Герасимов. · «Ротор»: Мананников, Ещенко, Герасименко (Жидков, 46), Геращенко, Нечай, Царенко, Коваленко, Нидергаус, Веретенников, Есипов, Меньщиков. · Кураев (40') — Ещенко (33'). |                                                                                        |          |                                                       |                                                                    |

| 18 сентября 1993 28 тур | «Асмарал» (Москва)       | 1:0      | «Ротор» | Москва                                                                         |
| | 1:0 Виталий Сафронов 48′ | Протокол |         | Стадион: Красная Пресня Зрителей: 800 Судья: Сергей Лапочкин (Санкт-Петербург) |
| «Асмарал» (Москва): Моисеев, Кузнецов, Муликов, Макаров, Крестобинцев, Камнев, Голиков, Сторчак (Бекоев, 90), Клюев, Панферов, Сафронов (Волотек, 85). · «Ротор»: Мананников, Шмарко, Бурлаченко, Геращенко, Нечай, Царенко, Коваленко (Меньщиков, 46), Нидергаус (Нечаев, 46), Веретенников, Есипов, Герасименко (Стогов, 63). · Сторчак (29') — Нечаев (77'). |                          |          |         |                                                                                |

| 24 сентября 1993 29 тур | «Ротор»                                                                            | 3:2      | «Динамо» (Москва)                               | Волгоград                                                                   |
| | 1:2 Владимир Геращенко 66′ · 2:2 Александр Царенко 71′ · 3:2 Олег Веретенников 79′ | Протокол | 0:1 Андрей Чернышов 43′ · 0:2 Сергей Крутов 64′ | Стадион: Центральный Зрителей: 30 000 Судья: Виктор Гаврин (Ростов-на-Дону) |
| «Ротор»: Мананников, Шмарко, Бурлаченко, Геращенко, Ещенко, Царенко, Стогов (Жидков, 87), Нидергаус (Коваленко, 83), Веретенников, Есипов (Нечаев, 62), Меньщиков. · «Динамо» (Москва): Клейменов, Селезов, Ковтун, Крутов, Калитвинцев (Рыбаков, 83), Чернышов, Тедеев, Черышев, Тетрадзе, Добровольский, Симутенков (Некрасов, 79). · Стогов (11'), Нидергаус (47') — Селезов (33'), Добровольский (38'). |                                                                                    |          |                                                 |                                                                             |

| 3 октября 1993 30 тур | «Ротор»                  | 1:0      | «Спартак» (Москва) | Волгоград                                                               |
| | 1:0 Александр Шмарко 67′ | Протокол |                    | Стадион: Центральный Зрителей: 36 000 Судья: Геннадий Куличенков (Тула) |
| «Ротор»: Мананников, Шмарко, Бурлаченко, Геращенко, Нечай, Царенко, Жидков, Стогов, Веретенников, Есипов (Нечаев, 77), Меньщиков. · «Спартак» (Москва): Помазун, Хлестов, Мамедов, Цымбаларь (Черенков, 60), Писарев, Ананко, Онопко, Карпин, Пятницкий, Родионов (Гашкин, 72), Бесчастных. · Царенко (56'), Стогов (82') — Пятницкий (55'). |                          |          |                    |                                                                         |

| 9 октября 1993 31 тур | «Торпедо» (Москва)                              | 2:1      | «Ротор»                    | Москва                                                              |
| | 1:0 Сергей Борисов 26′ · 2:1 Сергей Борисов 56′ | Протокол | 1:1 Валерий Бурлаченко 31′ | Стадион: Торпедо Зрителей: 4 350 Судья: Александр Савкин (Балашиха) |
| «Торпедо» (Москва): Подшивалов, Калаичев, Чельцов, Афанасьев, Ульянов, Шустиков, Гришин (Кузнецов, 90), Филимонов, Борисов, Чугайнов, Паземов (Талалаев, 90). «Ротор»: Мананников, Шмарко, Бурлаченко, Геращенко, Нечай, Царенко, Жидков, Нечаев (Нидергаус, 62), Веретенников, Есипов, Меньщиков (Коваленко, 62). |                                                 |          |                            |                                                                     |

| 16 октября 1993 32 тур | «Крылья Советов» (Самара)       | 1:1      | «Ротор»              | Самара                                                                  |
| | 1:1 Геннадий Ремезов 75′ (пен.) | Протокол | 0:1 Сергей Нечай 65′ | Стадион: Металлург Зрителей: 10 000 Судья: Владимир Овчинников (Москва) |
| «Крылья Советов» (Самара): Володин, Цыганков, Булгаков, Грибов, Гарин, Марушко (Харлачев, 60), Делов, Валиев, Филиппов (Гапотий, 79), Шарипов (Ремезов, 46), Авалян. · «Ротор»: Мананников, Шмарко, Бурлаченко, Геращенко, Нечай, Герасименко (Царенко, 31; Жидков, 47), Стогов, Нидергаус (Нечаев, 66), Веретенников, Есипов, Меньщиков. · Валиев (62'). |                                 |          |                      |                                                                         |

| 30 октября 1993 34 тур | «Ротор»                    | 1:1      | «Текстильщик» (Камышин)  | Волгоград                                                             |
| | 1:0 Владимир Геращенко 11′ | Протокол | 1:1 Виктор Навоченко 52′ | Стадион: Центральный Зрителей: 24 000 Судья: Сергей Хусаинов (Москва) |
| «Ротор»: Мананников, Шмарко, Бурлаченко, Геращенко, Нечай, Царенко (Герасименко, 82), Жидков, Нидергаус (Нечаев, 66), Веретенников, Есипов, Коваленко (Стогов, 60). · «Текстильщик» (Камышин): Саморуков, А.Морозов, Минаев, Юдин (Карпенко, 70), Прохоров, О.Морозов, Навоченко, Розин (Демин, 90), Ильин (Елышев, 29), Волгин, Наталушко. · А.Морозов (42'). |                            |          |                          |                                                                       |

| 7 ноября 1993 35 тур | «Ротор»                                                | 2:0      | «Луч» (Владивосток) | Волгоград                                                           |
| | 1:0 Олег Веретенников 44′ · 2:0 Владимир Нидергаус 59′ | Протокол |                     | Стадион: Центральный Зрителей: 21 000 Судья: Сергей Анохин (Москва) |
| «Ротор»: Мананников, Шмарко, Стогов, Геращенко, Нечай, Царенко, Жидков (Коваленко, 73), Нидергаус (Герасименко, 70), Веретенников, Есипов (Нечаев, 63), Меньщиков. · «Луч» (Владивосток): Викторович, Федякин, Баранов, Гончаренко (Коберский, 63), Емельянов, Иванов, Захаров, Скоркин, Русляков (Прилоус, 46), Мулашев, Белов (Дубовик, 69). · Царенко (52') — Емельянов (5'), Иванов (21'), Прилоус (52'). · Нереализованный пенальти: Олег Веретенников (87'). |                                                        |          |                     |                                                                     |

| 10 ноября 1993 36 тур | «Ротор» | 5:1      | «Океан» (Находка)           | Волгоград                                                                 |
| | 1:0 Олег Веретенников 17′ (пен.) · 2:0 Владимир Нидергаус 41′ · 3:0 Андрей Коваленко 49′ · 4:0 Валерий Есипов 61′ · 5:0 Олег Веретенников 69′ | Протокол | 5:1 Олег Кокарев 85′ (пен.) | Стадион: Центральный Зрителей: 18 000 Судья: Владимир Овчинников (Москва) |
| «Ротор»: Мананников, Шмарко, Стогов, Геращенко, Нечай, Коваленко, Жидков, Нидергаус (Нечаев, 64), Веретенников, Есипов, Меньщиков (Герасименко, 61). «Океан» (Находка): Шишкин, Козлов, Резанцев, Рябов, Соболев (Моисеев, 22), Смирнов (Грыцан, 46), Аверьянов, Мартьянов, Фатин, Шпирюк, Кокарев. | |          |                             |                                                                           |

## Статистика

### Индивидуальная

#### Матчи и голы
|                                                      | Флаг Таджикистана         | Вр  | Андрей Мананников   | 35 | -34 | 34 | -34 | 1 | 0 |
|                                                      | Флаг России               | Вр  | Сергей Гриценко     | 2  | -1  | 1  | -1  | 1 | 0 |
|                                                      | Флаг России               | Защ | Сергей Нечай        | 35 | 2   | 33 | 2   | 2 | 0 |
|                                                      | Флаг России               | Защ | Александр Шмарко    | 33 | 1   | 31 | 1   | 2 | 0 |
|                                                      | Флаг России               | Защ | Владимир Геращенко  | 32 | 2   | 32 | 2   | 0 | 0 |
|                                                      | Флаг России               | Защ | Валерий Бурлаченко  | 31 | 1   | 29 | 1   | 2 | 0 |
|                                                      | Флаг России               | Защ | Сергей Кузнецов     | 5  | 1   | 4  | 0   | 1 | 1 |
|                                                      | Флаг России               | Защ | Алексей Перминов    | 0  | 0   | 0  | 0   | 0 | 0 |
|                                                      | Флаг России               | ПЗ  | Олег Веретенников   | 35 | 21  | 33 | 19  | 2 | 2 |
|                                                      | Флаг России               | ПЗ  | Игорь Меньщиков     | 33 | 0   | 31 | 0   | 2 | 0 |
|                                                      | Флаг Беларуси (1991—1995) | ПЗ  | Андрей Коваленко    | 31 | 3   | 29 | 3   | 2 | 0 |
|                                                      | Флаг России               | ПЗ  | Александр Царенко   | 30 | 5   | 29 | 5   | 1 | 0 |
|                                                      | Флаг России               | ПЗ  | Александр Жидков    | 29 | 2   | 29 | 2   | 0 | 0 |
|                                                      | Флаг России               | ПЗ  | Олег Стогов         | 23 | 0   | 21 | 0   | 2 | 0 |
|                                                      | Флаг России               | ПЗ  | Алексей Герасименко | 16 | 0   | 14 | 0   | 2 | 0 |
|                                                      | Флаг России               | ПЗ  | Дмитрий Иванов      | 0  | 0   | 0  | 0   | 0 | 0 |
|                                                      | Флаг России               | Нап | Валерий Есипов      | 33 | 8   | 31 | 8   | 2 | 0 |
|                                                      | Флаг Казахстана           | Нап | Владимир Нидергаус  | 32 | 16  | 30 | 13  | 2 | 3 |
|                                                      | Флаг России               | Нап | Олег Нечаев         | 14 | 1   | 13 | 0   | 1 | 1 |
|                                                      | Флаг России               | Нап | Александр Никитин   | 12 | 0   | 11 | 0   | 1 | 0 |
|                                                      | Флаг России               | Нап | Юрий Коновалов      | 3  | 0   | 3  | 0   | 0 | 0 |
| Футболисты, которые завершали сезон в других клубах: |                           |     |                     |    |     |    |     |   |   |
|                                                      | Флаг России               | Защ | Александр Ещенко    | 5  | 0   | 5  | 0   | 0 | 0 |
|                                                      | Флаг России               | ПЗ  | Андрей Мирошниченко | 2  | 0   | 2  | 0   | 0 | 0 |
|                                                      | Флаг России               | ПЗ  | Александр Тройнин   | 0  | 0   | 0  | 0   | 0 | 0 |
|                                                      | Флаг России               | Нап | Евгений Шкилов      | 8  | 0   | 8  | 0   | 0 | 0 |

#### Бомбардиры
| Имя                | Чемпионат России | Кубок России | Кубок короля Таиланда | Всего |
| ------------------ | ---------------- | ------------ | --------------------- | ----- |
| Олег Веретенников  | 19               | 2            | 2                     | 23    |
| Владимир Нидергаус | 13               | 3            | 1                     | 17    |
| Валерий Есипов     | 8                | 0            | 0                     | 8     |
| Александр Царенко  | 5                | 0            | 0                     | 5     |
| Сергей Нечай       | 2                | 1            | 0                     | 3     |
| Андрей Коваленко   | 3                | 0            | 0                     | 3     |
| Владимир Геращенко | 2                | 0            | 0                     | 2     |
| Александр Жидков   | 2                | 0            | 0                     | 2     |
| Валерий Бурлаченко | 1                | 0            | 0                     | 1     |
| Александр Шмарко   | 1                | 0            | 0                     | 1     |
| Сергей Кузнецов    | 0                | 1            | 0                     | 1     |
| Юрий Коновалов     | 0                | 0            | 1                     | 1     |
| Итого              | 56               | 7            | 4                     | 67    |

#### «Сухие» матчи
| Имя               | Чемпионат России | Кубок России | Кубок короля Таиланда | Всего |
| ----------------- | ---------------- | ------------ | --------------------- | ----- |
| Андрей Мананников | 13               | 1            | 0                     | 14    |
| Сергей Гриценко   | 0                | 1            | 0                     | 1     |
| Итого             | 13               | 2            | 0                     | 15    |

Примечание: в данной таблице учитываются только полные матчи (без замен), в которых вратарь не пропустил голов.

#### Дисциплинарные показатели
| Имя                 | Чемпионат России | Чемпионат России       | Чемпионат России | Кубок России | Кубок России           | Кубок России | Всего        | Всего                  | Всего    |
| Имя                 | Предупреждён     | Yellow card · Red card | Red card         | Предупреждён | Yellow card · Red card | Red card     | Предупреждён | Yellow card · Red card | Red card |
| ------------------- | ---------------- | ---------------------- | ---------------- | ------------ | ---------------------- | ------------ | ------------ | ---------------------- | -------- |
| Валерий Бурлаченко  | 3                | 0                      | 0                | 1            | 0                      | 0            | 4            | 0                      | 0        |
| Валерий Есипов      | 3                | 0                      | 0                | 0            | 0                      | 0            | 3            | 0                      | 0        |
| Владимир Нидергаус  | 3                | 0                      | 0                | 0            | 0                      | 0            | 3            | 0                      | 0        |
| Александр Шмарко    | 3                | 0                      | 0                | 0            | 0                      | 0            | 3            | 0                      | 0        |
| Владимир Геращенко  | 2                | 0                      | 0                | 0            | 0                      | 0            | 2            | 0                      | 0        |
| Александр Ещенко    | 2                | 0                      | 0                | 0            | 0                      | 0            | 2            | 0                      | 0        |
| Александр Жидков    | 2                | 0                      | 0                | 0            | 0                      | 0            | 2            | 0                      | 0        |
| Олег Стогов         | 2                | 0                      | 0                | 0            | 0                      | 0            | 2            | 0                      | 0        |
| Александр Царенко   | 2                | 0                      | 0                | 0            | 0                      | 0            | 2            | 0                      | 0        |
| Олег Веретенников   | 1                | 0                      | 0                | 0            | 0                      | 0            | 1            | 0                      | 0        |
| Алексей Герасименко | 1                | 0                      | 0                | 0            | 0                      | 0            | 1            | 0                      | 0        |
| Сергей Кузнецов     | 1                | 0                      | 0                | 0            | 0                      | 0            | 1            | 0                      | 0        |
| Олег Нечаев         | 1                | 0                      | 0                | 0            | 0                      | 0            | 1            | 0                      | 0        |
| Сергей Нечай        | 1                | 0                      | 0                | 0            | 0                      | 0            | 1            | 0                      | 0        |
| Евгений Шкилов      | 1                | 0                      | 0                | 0            | 0                      | 0            | 1            | 0                      | 0        |
| Итого               | 28               | 0                      | 0                | 1            | 0                      | 0            | 29           | 0                      | 0        |

### Командная

#### Турнирная таблица
| М  | Клуб                                    | И  | В  | Н  | П  | М     | ±М  | О  |
| -- | --------------------------------------- | -- | -- | -- | -- | ----- | --- | -- |
| 1  | «Спартак» (Москва)                      | 34 | 21 | 11 | 2  | 81−18 | +63 | 53 |
| 2  | «Ротор» (Волгоград)                     | 34 | 17 | 8  | 9  | 56−35 | +21 | 42 |
| 3  | «Динамо» (Москва)                       | 34 | 16 | 10 | 8  | 65−38 | +27 | 42 |
| 4  | «Текстильщик» (Камышин)                 | 34 | 14 | 11 | 9  | 45−34 | +11 | 39 |
| 5  | «Локомотив» (Москва)                    | 34 | 14 | 11 | 9  | 45−29 | +16 | 39 |
| 6  | «Спартак» (Владикавказ)                 | 34 | 16 | 6  | 12 | 49−45 | +4  | 38 |
| 7  | «Торпедо» (Москва)                      | 34 | 15 | 8  | 11 | 35−40 | −5  | 38 |
| 8  | «Уралмаш» (Екатеринбург)                | 34 | 16 | 4  | 14 | 51−52 | −1  | 36 |
| 9  | ЦСКА (Москва)                           | 34 | 12 | 6  | 16 | 43−45 | −2  | 30 |
| 10 | «КАМАЗ» (Набережные Челны)              | 34 | 12 | 6  | 16 | 45−53 | −8  | 30 |
| 11 | «Локомотив-Спортсмен» (Нижний Новгород) | 34 | 12 | 6  | 16 | 34−49 | −15 | 30 |
| 12 | «Динамо» (Ставрополь)                   | 34 | 11 | 8  | 15 | 39−49 | −10 | 30 |
| 13 | «Жемчужина» (Сочи)                      | 34 | 10 | 10 | 14 | 52−62 | −10 | 30 |
| 14 | «Крылья Советов» (Самара)               | 34 | 9  | 12 | 13 | 37−47 | −10 | 30 |
| 15 | «Луч» (Владивосток)                     | 34 | 11 | 7  | 16 | 29−56 | −27 | 29 |
| 16 | «Океан» (Находка)                       | 34 | 10 | 8  | 16 | 28−40 | −12 | 28 |
| 17 | «Ростсельмаш» (Ростов-на-Дону)          | 34 | 8  | 12 | 14 | 35−52 | −17 | 28 |
| 18 | «Асмарал» (Москва)                      | 34 | 7  | 6  | 21 | 28−53 | −25 | 20 |

 Попадание в переходный турнир за право остаться в чемпионате России.
 Выбывание в первую лигу ПФЛ.

#### Движение команды в Чемпионате России по турам
| 14 |

| 14 |

| 6 |

| 3 |

| 6 |

| 2 |

| 2 |

| 2 |

| 1 |

| 1 |

| 1 |

| 1 |

| 1 |

| 1 |

| 3 |

| 2 |

| 2 |

| 3 |

| 4 |

| 4 |

| 4 |

| 3 |

| 3 |

| 3 |

| 2 |

| 2 |

| 2 |

| 3 |

| 2 |

| 2 |

| 2 |

| 2 |

| 2 |

| 2 |

| − Победа − Ничья − Поражение |

#### Общая статистика
| Сыграно матчей                              | 39 (34 Чемпионат России, 3 Кубок короля Таиланда, 2 Кубок России) |
| Победы                                      | 19 (17 Чемпионат России, 2 Кубок России) |
| Ничьи                                       | 11 (8 Чемпионат России, 3 Кубок короля Таиланда) |
| Поражения                                   | 9 (Чемпионат России) |
| Забито мячей                                | 67 |
| Пропущено мячей                             | 39 |
| Разница мячей                               | +28 |
| Пенальти: забитые/назначенные               | 6/7 |
| Пенальти соперника: пропущенные/назначенные | 7/7 |
| Предупреждения                              | 29 |
| Удаления                                    | 0 |
| Худшая дисциплина                           | Валерий Бурлаченко 4 |
| Лучший счёт                                 | 5:0 (Д) против «Иргиз» — Кубок России, 17 июля 1993 |
| Худший счёт                                 | 1:3 (Г) против «Океан» — Чемпионат России, 7 марта 1993 1:3 (Г) против «Текстильщик» — Чемпионат России, 29 июня 1993 |
| «Сухие» матчи                               | 15 (13 Чемпионат России, 2 Кубок России) |
| Наибольшее число матчей                     | Андрей Мананников (35 матчей) Олег Веретенников (35 матчей) |
| Лучший бомбардир                            | Олег Веретенников (23 гола) |
| Индивидуальные достижения                   | Александр Шмарко — В списке 33-х лучших футболистов России Владимир Геращенко — В списке 33-х лучших футболистов России Владимир Нидергаус — В списке 33-х лучших футболистов России Олег Стогов — В списке 33-х лучших футболистов России Олег Веретенников — В списке 33-х лучших футболистов России Валерий Есипов — В списке 33-х лучших футболистов России |

Примечание: в данной таблице не учитываются результаты товарищеских матчей.

#### Общая статистика по турнирам
| Турнир                | И  | В  | Н  | П | ЗМ | ПМ | ±М  | ЖК | 2ЖК | КК | О              |
| --------------------- | -- | -- | -- | - | -- | -- | --- | -- | --- | -- | -------------- |
| Чемпионат России      | 34 | 17 | 8  | 9 | 56 | 35 | +21 | 28 | 0   | 0  | 42/68 (61,8 %) |
| Кубок России          | 2  | 2  | 0  | 0 | 7  | 0  | +7  | 1  | 0   | 0  | 4/4 (100 %)    |
| Кубок короля Таиланда | 3  | 0  | 3  | 0 | 4  | 4  | 0   | ?  | ?   | ?  | 3/6 (50 %)     |
| Всего                 | 39 | 19 | 11 | 9 | 67 | 39 | +28 | 29 | 0   | 0  | 49/78 (62,8 %) |